# Laura Freudenthaler

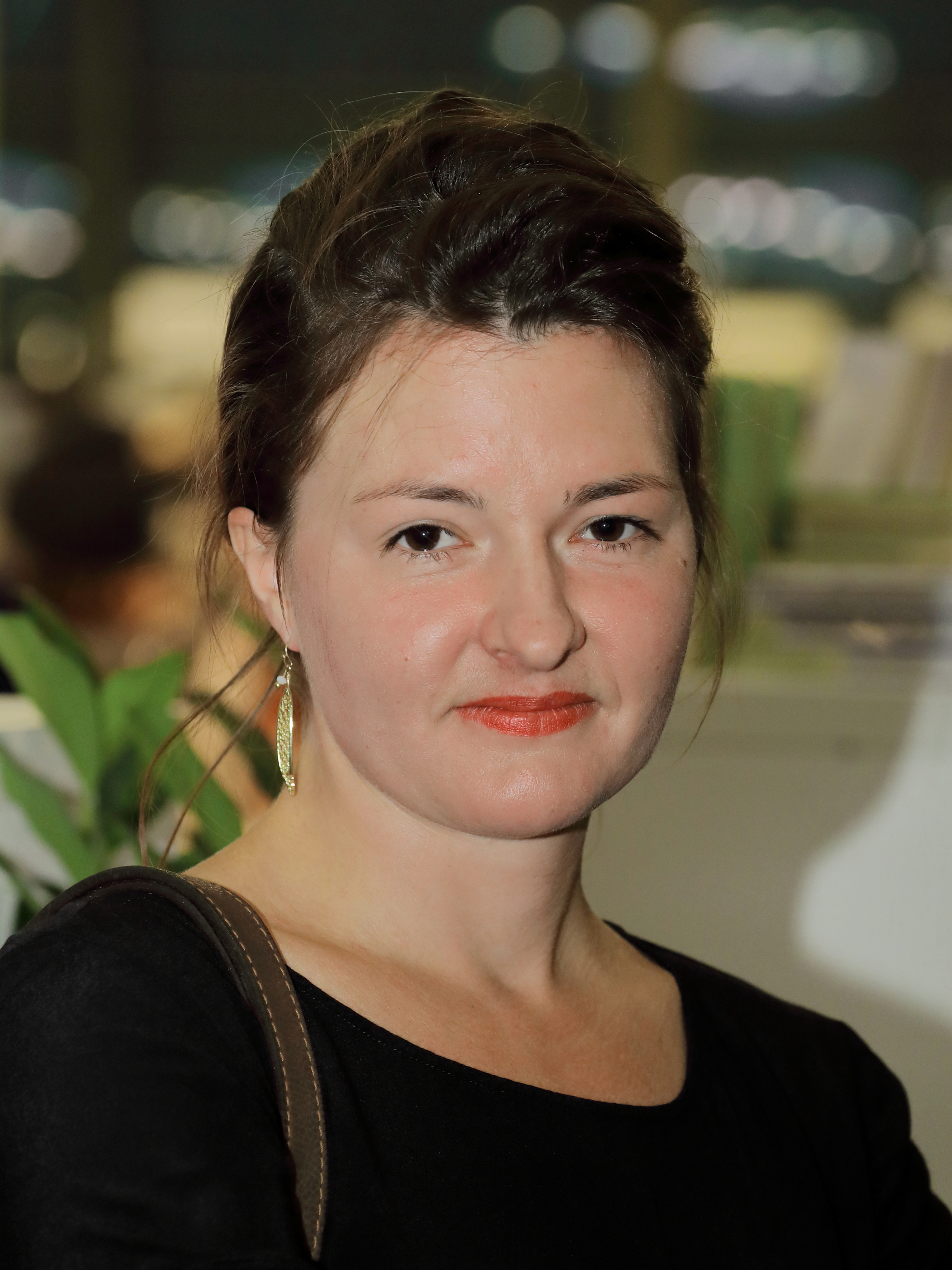
Laura Freudenthaler (2019)

Laura Freudenthaler (* 1984 in Salzburg) ist eine österreichische Schriftstellerin.

## Leben
Laura Freudenthaler studierte Germanistik, Philosophie und Gender Studies, das Studium schloss sie 2008 an der Universität Wien ab. 2014 veröffentlichte sie mit Der Schädel von Madeleine ihren Debüterzählband. Ihr Roman Die Königin schweigt schaffte es im September und Oktober 2017 auf der ORF-Bestenliste unter die besten zehn. Der Roman wurde als bester deutschsprachiger Debütroman beim Festival du premier Roman 2018 in Chambéry ausgezeichnet. Weitere Arbeiten wurde unter anderem in den Literaturzeitschriften manuskripte, Lichtungen, SALZ, schreibkraft und kolik veröffentlicht. Freudenthaler lebt in Wien, arbeitete mehrere Jahre in der Austria Presse Agentur (APA) und übersetzt aus dem Französischen ins Deutsche.
Im Februar 2018 war sie in der ORF-III-Sendung erLesen zu Gast. Mit ihrem Roman Geistergeschichte erreichte sie im März 2019 den ersten Platz der ORF-Bestenliste, für den Roman wurde sie mit dem Literaturpreis der Europäischen Union ausgezeichnet und für den Literaturpreis Alpha nominiert. 2021 wurde Freudenthaler für ihr bisheriges Werk der manuskripte-Preis des Landes Steiermark verliehen. „Die Sätze, aus denen sie ihre faszinierend vielschichtigen Gefühls- und Bildwelten baut“, so die Jury, „kommen ganz ohne Showeffekte aus – gerät man aber erst einmal in ihren Sog, sieht man die Dinge (auch außerhalb der Buchdeckel!) mit anderen Augen.“
Auf Einladung von Brigitte Schwens-Harrant las sie beim Ingeborg-Bachmann-Preis 2020 ihren Text Der heißeste Sommer, für den sie mit dem 3sat-Preis ausgezeichnet wurde. Ihr im Sommer 2023 veröffentlichtes Climate-Fiction-Buch Arson, das auf Motiven von Der heißeste Sommer basiert, wurde von der Jury im Oktober 2023 auf Platz eins der ORF-Bestenliste gewählt. Arson handelt von einer jungen Frau, die beobachtet, wie die Welt um sie herum langsam außer Kontrolle gerät: Dürren und Waldbrände breiten sich aus, Körper und Geist sind im ständigen Alarmzustand. „Man kann dieses sprachlich ambitionierte, anspielungsreiche Krankheitsprotokoll“, so Gisa Funck im Berliner Tagesspiegel, „als Kritik an der heutigen Gesellschaft lesen, in der sogenannte Profis ständig mithilfe von Statistiken und Psychologisierungen den Eindruck erwecken, als hätten sie jedes Problem bestens im Griff – während ihnen tatsächlich zunehmend die Kontrolle über unsere Lebensgrundlagen entgleitet.“

## Publikationen (Auswahl)
- 2014: Der Schädel von Madeleine: Paargeschichten, Müry Salzmann, Salzburg/Wien/Berlin 2014, ISBN 978-3-99014-091-8
- 2017: Die Königin schweigt, Roman, Droschl Verlag, Graz 2017, ISBN 978-3-99059-001-0
- 2019: Geistergeschichte, Roman, Droschl Verlag, Graz 2019, ISBN 978-3-99059-025-6
- 2023: Arson, Jung und Jung Verlag, Salzburg 2023, ISBN 978-3-99027-287-9[18]

## Auszeichnungen und Nominierungen
- 2010: Startstipendium des Bundesministerium für Bildung[1]
- 2010: Wörtersee-Ö1-Preis  für Le Crâne, der Schädel[1]
- 2018: Literaturpreis der Stadt Bremen – Förderpreis für den Roman Die Königin schweigt[19]
- 2018: Festival du premier Roman Chambéry: Bester deutschsprachiger Debütroman: Die Königin schweigt[20]
- 2018: Literaturpreis Alpha – Nominierung für Die Königin schweigt (Shortlist)[21]
- 2019: Literaturpreis der Europäischen Union für Geistergeschichte[22]
- 2019: Literaturpreis Alpha – Nominierung für Geistergeschichte (Shortlist)[11]
- 2020: 3sat-Preis beim Ingeborg-Bachmann-Preis 2020 für ihren Text Der heißeste Sommer[15]
- 2020–2023: Robert-Musil-Stipendium des Bundesministeriums für Kunst, Kultur, öffentlichen Dienst und Sport[23]
- 2021: Droste-Preis – Förderpreis[24]
- 2021: Manuskripte-Preis[25]
- 2023: Buchpreis der Salzburger Wirtschaft[26]
- 2024: Anton-Wildgans-Preis[27]
- 2024: Outstanding Artist Award für Literatur[28]
- 2024: Reinhard-Priessnitz-Preis[29][30]